# Erwin Hemke
Erwin Hemke (* 2. Juli 1932 in Groß Sophienthal, Kreis Naugard, Provinz Pommern; † 13. Mai 2024 in Neustrelitz) war ein deutscher Landwirt, Lehrer, Kommunalpolitiker, Naturschützer und Heimatforscher. Er rief die nach ihm benannte Erwin-Hemke-Stiftung in Neustrelitz ins Leben.

## Elternhaus, Schule, beruflicher Werdegang
Hemkes Eltern besaßen einen kleinen Bauernhof. Im Zuge der  Flucht und Vertreibung Deutscher aus Mittel- und Osteuropa 1945–1950 kam die Familie 1945 nach Salchow (heute ein Ortsteil von Klein Bünzow), wo die Eltern eine Bodenreform-Neubauernstelle bekamen. Nach Abschluss seiner Schulausbildung arbeitete Erwin Hemke bis 1951 im elterlichen Betrieb bis 1951. Anschließend besuchte er bis 1954 die Fachschule für Landwirtschaft in Anklam und Neubrandenburg und schloss sie als staatlich geprüfter Landwirt ab. Es folgte bis 1957 der Dienst in der Nationalen Volksarmee (NVA). Ab 1957 lebte er im Kreis Neustrelitz. Er fand zunächst Arbeit in einer Maschinen-Traktoren-Station (MTS), danach beim Rat des Kreises. 1958 bis 1963 absolvierte er ein Fernstudium der Landwirtschaft, das er als Diplom-Landwirt abschloss. Von 1963 bis 1965 folgte ein Fernstudium zum Fachlehrer für Landwirtschaft mit Lehrtätigkeit und von 1965 bis 1970 ein Fernstudium Biologie an der Pädagogischen Hochschule „Liselotte Herrmann“ Güstrow mit Abschluss Diplomlehrer für Biologie.
Hemke war an verschiedenen Schulen als Lehrer tätig, bevor er von 1970 bis 1988 in der Verwaltung des Rates des Bezirkes Neubrandenburg im Bereich „außerunterrichtliche Tätigkeit Naturwissenschaft und Technik“ arbeitete. 1977 wurde er zum Oberlehrer und 1988 zum Studienrat befördert.

## Naturschutzarbeit
Erwin Hemke war jahrzehntelang ehrenamtlich im Naturschutz aktiv. Von 1969 bis 1990 übernahm er das Amt des ehrenamtlichen Kreisnaturschutzbeauftragten für den damaligen Kreis Neustrelitz. Davor war er bereits ehrenamtlicher Naturschutzhelfer. 

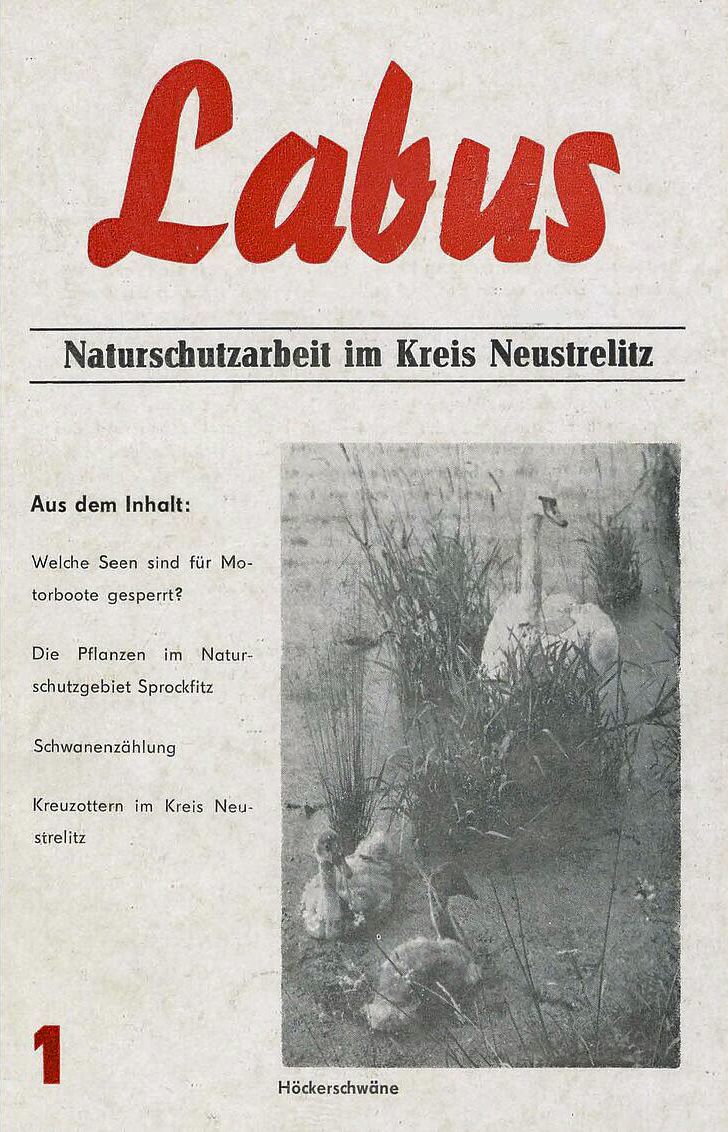
Titelblatt der Naturschutz-Zeitschrift "Labus - Naturschutzarbeit im Kreis Neustrelitz", Heft 1 (1973)

1969 begründete er die Fachgruppe für Naturschutz „Walter Gotsmann“, die nach seinem Vorgänger im Amt des Naturschutzbeauftragten benannt wurde, und war von 1977 bis 1997 Leiter dieser Gruppe. Die Fachgruppe konnte einige ungenehmigte Bauten in Erholungsgebieten verhindern, z. B. am Hauptmannsberg bei Feldberg, am Wangnitzsee und am Labussee bei Zwenzow, und sie wirkte an der Erweiterung des Systems von Naturschutzgebieten im damaligen Bezirk Neubrandenburg um mehr als ein Dutzend Gebiete mit.
Ein Schwerpunkt der Naturschutzarbeit der Fachgruppe lag auf der Naturschutzbildung und -werbung, unter anderem durch Vorträge, Zeitungsartikel, die Zeitschrift "Labus" und eine Wanderausstellung, die in über 100 Betrieben und in Tagungen über die Grenzen des Kreises hinaus gezeigt wurde. Hinzu kam die Anlage von Lehrpfaden und die Aufstellung von Informationstafeln.

## Mitgliedschaften
Hemke war Mitglied zahlreicher Naturschutzvereine und -gruppen, so vor 1990 der Gesellschaft für Natur und Umwelt (GNU) im Kulturbund der DDR (er leitete deren Kreisvorstand Neustrelitz von 1980 bis 1990), des Arbeitskreises Heimische Orchideen, des Zentralen Fachausschusses Botanik in der GNU und der Bezirksfachausschüsse Botanik und Ornithologie Neubrandenburg der GNU. 1978 war er Mitbegründer des Arbeitskreises Weißstorch in der DDR und Mitglied dessen Vorstandes von 1978 bis 1990. Von 1982 bis 1990 war er zudem als Mitglied der ständigen Kommission Umweltschutz, Wasserwirtschaft und Erholungswesen des Kreistages Neustrelitz tätig.
1990 war er Mitgründer und dann Vorsitzender des NABU-Kreisverbandes Neustrelitz bzw. ab 1994 (erste Gebietsreform) bis zum Sommer 2019 des NABU-Regionalverbandes Mecklenburg-Strelitz.
Erwin Hemke war auch kommunalpolitisch aktiv. Er war 1994 bis 2019 und als Nachrücker von Oktober bis Dezember 2022 Mitglied der Stadtvertretung Neustrelitz der Partei Die Linke.

## Würdigungen
Hemke erhielt für seine Naturschutzarbeit zahlreiche Auszeichnungen, so vor 1990 u. a. die Ehrennadel für besondere Leistungen im Naturschutz in Bronze (1969), Silber (1975) und Gold (1979), die Ehrennadel des Kulturbundes für heimatkundliche Leistungen in Silber (1976) und Gold (1980) sowie die Johannes-R.-Becher-Medaille in Bronze (1978), Silber (1982) und Gold (1985). Nach 1990 erhielt er die Ehrennadel des NABU in Bronze (1999) und Gold (2002).

## Rezeption
Durch seinen Einsatz für brütende Seeadler kam er 1973 mit dem Wehrbereichskommando der Nationalen Volksarmee in Kontakt und wurde nach seinen Angaben aus diesem Grunde 1983 Inoffizieller Mitarbeiter beim Ministerium für Staatssicherheit für das Obere Havelgebiet bei Kratzeburg.

## Erwin-Hemke-Stiftung
2005 gründete Hemke unter Einsatz seines Ersparten eine nach ihm benannte Stiftung zum Schutz der Natur. Die Stiftung fördert auch nach Hemkes Tod Naturschutzprojekte und die von ihm begründete Schriftenreihe Labus (ISSN 2626-5982).

## Schriften
Erwin Hemke veröffentlichte mehr als 450 Einzelpublikationen zu natur- und heimatkundlichen Themen, viele davon in der lange von ihm redigierten und herausgegebenen Labus-Reihe bzw. als Labus-Sonderhefte (Digitalisate hier).
- Zwenzow und seine Umgebung : eine Schrift für den Urlauber. Neustrelitz 1968.
- Neustrelitzer Seengebiet. Wesenberg-Mirow-Fürstenberg. (Tourist-Wanderheft; 4). VEB Tourist Verlag, Berlin 1979. [2. Aufl.: 1981; 3. Aufl.: 1984; 4., durchges. Aufl.: 1987; 5. Aufl.: 1988; 6. Aufl.: 1990]   ISBN 978-3-350-00192-7
- Die Graugans (Anser anser) als Brut- und Sommervogel im Bezirk Neubrandenburg 1977. Leipzig 1979.
- Die Kalkhorst : Naherholungsgebiet. Waren 1981.
- Vom Werden der Feldberger Schutzgebiete. Verlag Lenover, Neustrelitz 1994.
- Die Vogelwelt des Strelitzer Landes. Verlag Lenover, Neustrelitz 1996, ISBN 978-3-930164-17-2
- Strelitzer Eiszeitstraße : ein geographisch ausgerichteter Rundkurs durch das Strelitzer Land. Verlag Lenover, Neustrelitz 1997, ISBN 978-3-930164-35-6.
- Von Störchen, einer alten Kirche und einem Lennè-Park : ein Leseheft für die Gäste des Ferienhauses "Seeadler" in Krumbeck. E. Hemke, Neustrelitz 1999.
- Der alte Baum, das Denk-Mal : eine Kulturgeschichte zu Bäumen im Strelitzer Land, denen man einen Namen zueignete und zu solchen, die Naturdenkmale wurden. Neustrelitz 2005.
- Wilde Neustrelitzer und wir. - Neustrelitz, 2010.
- [mit Albrecht Pyritz:] "Wacholder am Gotsmann-Stein". Neustrelitz 2012.
- Der Weißstorch in Mecklenburg-Strelitz ; [2] ; 2004-2013. Neustrelitz 2014.
- Störche über den Dächern der Stadt Neustrelitz : eine Chronik anlässlich des Stadtteilfestes Strelitz leuchtet auf zur Verleihung des Stadtrechtes vor 666 Jahren im Jahre 1349 und des Jubiläums 40 Jahre Brutplatz des Weißstorches am Rande der Stadt ; 1976 bis 2015. Neustrelitz 2015.
- [mit Fred Bollmann:] 7. Landschaftstag des Naturparks Feldberger Seenlandschaft. Phönix Multimedia, Neustrelitz 2015.
- Alexander von Humboldt : Ergebnisse einer Spurensuche in Mecklenburg-Strelitz. Neustrelitz 2016.